# Nourlat
Nourlat (en russe : Нурлат ; en tatar : Нурлат, Norlat) est une ville de la république du Tatarstan, en Russie, et le centre administratif du raïon Nourlatski. Sa population s'élevait à 32 954 habitants en 2017.

## Géographie
Nourlat est arrosée par la rivière Kondourtcha. Elle se trouve à 112 km à l'ouest de Leninogorsk, à 140 km au nord-est de Samara, à 186 km au sud-est de Kazan et à 850 km à l'est de Moscou.

## Histoire
Norlat a d'abord été connue sous le nom de Nourlat-Oktiabrski. La localité a été fondée en 1905 près d'une gare de chemin de fer. Elle accéda au statut de commune urbaine en 1938 puis à celui de ville en 1961.

## Population
Recensements (*) ou estimations de la population
| 1939* | 1959*  | 1970*  | 1979*  | 1989*  | 2002*  |
| ----- | ------ | ------ | ------ | ------ | ------ |
| 4 500 | 12 726 | 17 533 | 18 552 | 23 507 | 32 527 |

| 2010*  | 2013   | 2014   | 2015   | 2016   | 2017   |
| ------ | ------ | ------ | ------ | ------ | ------ |
| 32 601 | 32 153 | 33 267 | 33 102 | 33 141 | 32 954 |